# Tim Sherwood
Timothy Alan "Tim" Sherwood, född 6 februari 1969, är en engelsk före detta fotbollsspelare som numera är tränare. Han fick sparken från Aston Villa den 25 oktober 2015.

## Meriter

### Klubblag
Blackburn Rovers
- FA Premier League (1): 1994/1995

Portsmouth
- Football League First Division (1): 2002/2003

### Individuellt
- PFA Team of the Year (1): 1995